# 克吕讷
克吕讷（法語：Crusnes，法語發音：[kʁyn]）是法国默尔特-摩泽尔省的一个市镇，属于布里埃区。

## 地理
克吕讷（49°26'4"N, 5°54'59"E）面积6.06 平方千米，位于法国大東部大區默尔特-摩泽尔省，该省份为法国东北部内陆省份，是洛林的一部分，北邻比利时、卢森堡，北起顺时针与摩泽尔省、下莱茵省、孚日省和默兹省接壤。
与克吕讷接壤的市镇（或旧市镇、城区）包括：欧丹勒蒂什、欧梅斯、布雷安拉维尔、埃鲁维尔、维勒吕。
克吕讷的时区为UTC+01:00、UTC+02:00（夏令时）。

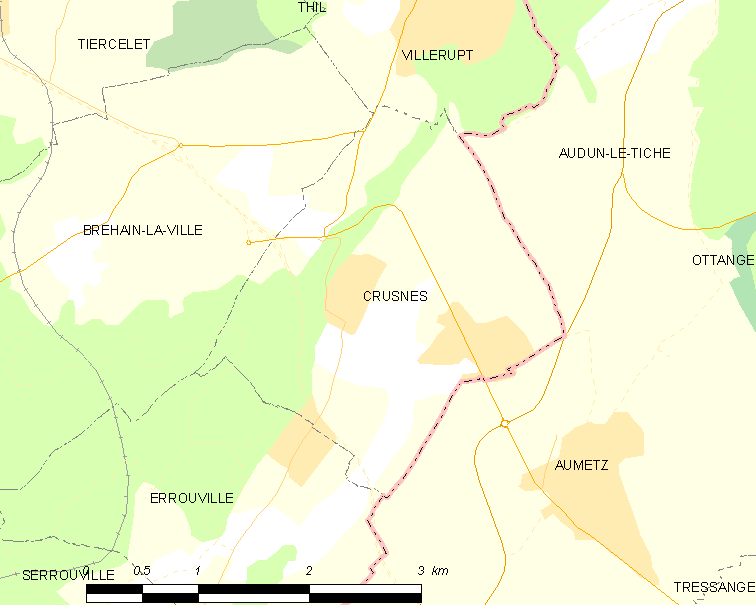
克吕讷的OSM定位图

## 行政
克吕讷的邮政编码为54680，INSEE市镇编码为54149。

## 政治
克吕讷所属的省级选区为维勒吕县。

## 人口

1962-2008年间克吕讷人口变化图示

克吕讷于2022年1月1日时的人口数量为1559人。